# Dora Wentscher
Emma Dora Wentscher, auch Dora Wentscher-Nohl (* 6. November 1883 in Berlin; † 3. September 1964 in Erfurt), war eine deutsche Schauspielerin, Bildhauerin und Schriftstellerin. 

## Leben
Dora Wentscher wurde 1883 in Berlin geboren als Tochter des Landschaftsmalers Julius Wentscher (1842–1918) und dessen Frau Emma, geb. Hirschfeld (1851–1936). Von 1903 bis 1905 machte sie ein Schauspielstudium und war danach bis 1913 an verschiedenen Bühnen verpflichtet, so etwa 1905 bis 1909 in Trier, 1906 bei den Festspielen im Düsseldorfer Apollo-Theater, 1910/11 beim Märkischen Wandertheater und 1911/12 am Berliner Theater. In den Jahren 1913/14 absolvierte sie eine Ausbildung zur Bildhauerin u. a. bei Arthur Lewin-Funcke und war dann bis 1933 in den Berliner Adressbüchern als solche verzeichnet. Ein für 1922 angestrebtes Studium am Staatlichen Bauhaus Weimar konnte sie wegen Erkrankung und Pflege ihrer Mutter nicht antreten. Sie arbeitete publizistisch für Zeitungen, so von 1917 bis 1928 für die Die Schaubühne bzw. Die Weltbühne.  Ab 1929 war sie Mitglied der KPD und im Bund proletarisch-revolutionärer Schriftsteller.
1933 emigrierte sie nach Prag und 1935 weiter in die UdSSR, wo sie vorwiegend in Moskau als Übersetzerin arbeitete. 1941 wurde sie nach Novosibirsk evakuiert, wo sie auch als Sonderkorrespondentin im Rundfunk wirkte. 1946 kehrte sie nach Deutschland zurück und wohnte in Weimar. Hier wurde sie Mitglied im Deutschen Schriftstellerverband sowie der SED. Sie gehörte zum Freundeskreis der Künstler und Geistesschaffenden, der sich in Weimar um den Schriftsteller Johannes Nohl bildete. Mit Johannes Nohl verheiratete sie sich 1950 in dessen zweiter Ehe. Sie verfasste Erzählungen, Romane, Novellen, Hörspiele und Essays, teils auch autobiographisch. Mehrere Werke sind deutlich antimilitaristisch. Am längsten arbeitete sie an ihrem Lesedrama Heinrich von Kleist. 
Sie erhielt die Medaille für Kämpfer gegen den Faschismus 1933 bis 1945, sowie 1959 den Vaterländischen Verdienstorden (Bronze).
Dora Wentscher verstarb kurz vor ihrem 81. Geburtstag in Erfurt und wurde in Weimar begraben. Ihr Nachlass befindet sich in der Akademie der Künste.

## Werke
- Barbara Velten: Die Geschichte einer Theater-Passion. Roman, Strache, Leipzig 1920
- Zwei Erzählungen. Meshdunarodnaja Kniga, Moskau 1939. Darin: Der Kamerad des Heldenjungen und Die Milch ist eingeteilt
- Der Landstreicher. Erzählung, Meshdunarodnaja Kniga, Moskau 1940
- Die Schule der Grausamkeit. Erzählung, Moskau 1941
- Nevanist′.  Erzählung, 1942, (dt.: Eifersucht)
- Tante Tina. Novellen, Thüringer Volksverlag, Weimar 1946
- Das Parallelepiped des Leutnants. Erzählung, Thüringer Volksverlag, Weimar 1947
- Sie suchen den Tod. Erzählung, 1947
- Vergangenes nicht Vergessenes. Erzählungen, Thüringer Volksverlag, Weimar 1947
- An die Freunde. Erzählung, 1950
- Mein Kleistbild. Die Verfasserin der biographischen Dichtung ‚H. v. Kleist‘ über ihr Werk und über ihren Helden. In: neue deutsche literatur 5, 1954.
- Helden, Frauen und Knechte. ausgewählte Erzählungen, Volksverlag, Weimar 1956
- Heinrich von Kleist. Lesedrama, Volksverlag, Weimar 1956
- Flössstelle Iskitim: Sibirisches Tagebuch 1941/1942. Volksverlag, Weimar 1962

Herausgabe
- Heine. Buch der Lieder. 1946
- A. Weil: Der Bauernkrieg. 1947
- Herder: Journal meiner Reise im Jahre 1769. 1949
- Lenau, ein Kämpfer. eine Auswahl Lenauscher Dichtungen, Hrsg. und Einleitung, Verlag Werden und Wirken, Weimar 1948

Übersetzung
- Jack Conroy: Die Enterbten. Moskau: Verlagsgenossenschaft Ausländischer Arbeiter in der UdSSR. [Originaltitel: The disinherited. Neuauflage Basel: Universum-Buchgemeinschaft 1937]